# Steirastoma acutipenne
Steirastoma acutipenne es una especie de escarabajo del género Steirastoma, familia Cerambycidae. Fue descrita científicamente por Sallé en 1856.
Se distribuye por Haití y República Dominicana. Posee una longitud corporal de 25 milímetros. El período de vuelo de esta especie ocurre únicamente en el mes de octubre.